# Кинкейд, Кит
Кит Кинкейд (англ. Keith Kinkaid; 4 июля 1989, Фармингвилл) — американский хоккеист, вратарь фарм-клуба «Колорадо Эвеланш», «Колорадо Иглз» и сборной США по хоккею.

## Карьера

### Клубная

#### Студенческая
Начал карьеру за команду «Сент-Луис Бэндитс»;в феврале 2009 года перешёл в Юнион Колледж. Играя за эту команду он стал MVP и вратарем года и лидером среди вратарей по лучшим показателям По итогам сезона 2010/11 он был в первую команду ECAC и получил премию Кена Драйдена, как лучший вратарь..

#### НХЛ
В апреле 2011 года заключил контракт новичка с клубом «Нью-Джерси Девилз», но весь сезон 2011/12 он играл в фарм-клубе «Олбани Девилз». Проведя одну неполную игру  в сезоне 2012/13, он вернулся в фарм-клуб, за который провёл и весь сезон 2013/14.
С сезона 2014/2015 он стал чаще играть за «Девилз»;29 июня 2017 года он продлил контракт с командой на два года.
25 февраля 2019 года был обменян в «Коламбус Блю Джекетс» на выбор в пятом раунде драфта 2022 года; но за клуб ни разу ни сыграл, оставаясь третьим вратарём команды.
1 июля 2019 года подписал контракт как свободный агент с клубом «Монреаль Канадиенс», подписав однолетний контракт. Проведя 6 матчей за клуб, он был переведён в фарм-клуб «Лаваль Рокет», также в том сезоне играл за «Шарлотт Чекерс».
9 октября 2020 года подписал контракт на два года с клубом «Нью-Йорк Рейнджерс». Бо́льшую часть сезона 2021/22 он играл за фарм-клуб «Хартфорд Вулф Пэк».
По окончании сезона, став свободным агентом подписал однолетний контракт с клубом «Бостон Брюинз».
Сыграв одну игру в НХЛ за «Брюинз», в феврале 2023 года был обменян в «Колорадо Эвеланш» и присоединился к фарм-клубу команды «Колорадо Иглз».

### Сборная
Играл как основной вратарь за сборную США на двух чемпионатах мира (ЧМ-2016, ЧМ-2018). На двух турнирах «звёздно-полосатые» доходили до полуфинала, в 2018 году завоевали бронзовые медали.